# The Safety Dance
The Safety Dance es un sencillo de ventas importantes en la década de los años 1980 del grupo synth pop Men Without Hats escrito por el cantante Ivan Doroschuk. Publicado en Estados Unidos en el año 1982 y en Reino Unido en 1983, la canción alcanzó el puesto n.º 3 en la lista Billboard Hot 100 y n.º 1 en Billboard Dance Chart. En el Reino Unido, la canción obtuvo un éxito satisfactorio llegando a estar en el sexto puesto. El sencillo es el mayor hit del grupo. Su álbum sucesor, Folk of the 80's (Part III), se situó en la posición 127 en el Billboard 200 album Chart.

## Listado de pistas

### 12" maxi versión
1. «The Safety Dance» (Versión extensa)
2. «I Got the Message»
3. «Antarctica»

### 7" sencillo versión
1. «The Safety Dance»
2. «Security»

### 12" promotional versión
1. «The Safety Dance» (Extended Club Mix)
2. «Antarctica»

## Video musical
El vídeo musical está ambientado en la era medieval. Fue filmado en West Kington, cerca de Bath, Reino Unido. Ivan Doroschuk es el único miembro del grupo que baila en el videoclip; los otros componentes se les pueden ver en algunos de los edificios del centro de la villa. El enano del vídeo ha sido identificado como el actor Mike Edmonds y la chica como Louise Court. La danza Morris ha sido interpretada por Chippenham Town Morris de Wiltshire.

## En la cultura popular
Tanto la canción como la coreografía de la misma han sido referenciadas o parodiadas en numerosas películas y series de televisión, incluyendo America's Funniest Home Videos, Bio-Dome, The Rick Mercer Report, Streethawk, Los Simpson, Padre de familia, South Park, Scrubs y Feed the Need. También en un vídeo de skateboard de Osiris Shoes en 2007. La canción es referenciada en el título del episodio de la serie Grounded For Life.
En Aquellos maravillosos 70, en el episodio "It's a Wonderful Life", un ángel (interpretado por Wayne Knight) invita a Eric Forman y se lo lleva a la década de los años 1980. Aunque de antemano toca un trozo de "Safety Dance", Eric le pregunta "¿Qué diablos ha sido eso?" a lo que el ángel le responde "Ya lo averiguarás".
La canción aparece también como versión de música lounge en el álbum Cocktail: Shakin' and Stirred de la banda Jaymz Bee and the Royal Jelly.
El drama canadiense de adolescentes Degrassi: The Next Generation nombró a una de sus novelas gráficas con el nombre de la canción.
En el episodio de Futurama "Futurestock", Fry recuerda aquel tipo del tiempo referente al "Safety Dance" que no era tan seguro como todos decían ("Safety" significa "seguridad" en inglés).
Apareció como la primera canción en la promo de jPod en el episodio "Senseless Prom Death".
Un logro absoluto en World of Warcraft es conocido como "The Safety Dance", obtenido por tener a todos los miembros vivos de la lucha con Heigan the Unclean, en donde se tiene que bailar alrededor del lugar para evitar la muerte.
En el episodio de Padre de familia, "Ocean's Three and a Half", Peter y Quagmire para robar en casa del suegro de este primero bailan "Safety Dance" en una fiesta en la mansión Pewterschmidt para distraer a los invitados.
También aparece esta canción como música de fondo en una parte del sexto capítulo de la sexta temporada de Dr. House. La escena en cuestión es un baile temático (ambientado en los años 1980) donde House, para no restarle ironía, llega con un disfraz temático de 1880. Asimismo, en la serie Scrubs, Christopher Turk (Dr. Turk) hace la coreografía cuando se refiere a la posibilidad de que su futuro hijo quiera ser bailarín de ballet.
También en la serie Glee hacen una versión, donde Artie, un joven inválido, sueña que baila esta canción.
La canción también aparece en la emisora ficticia The Mix 107.77 del videojuego Saints Row IV, aunque según los archivos internos del segundo juego (Saints Row 2) esta estaba planeada para aparecer originalmente en este otro juego (en la misma emisora de radio).

## Posicionamiento
| Listas (1982)                             | Posición |
| ----------------------------------------- | -------- |
| Austrian Singles Chart                    | 7        |
| Canadian Singles Chart                    | 11       |
| Dutch Singles Chart                       | 23       |
| New Zealand Singles Chart                 | 2        |
| Norwegian Singles Chart                   | 3        |
| Swedish Singles Chart                     | 3        |
| Swiss Singles Chart                       | 4        |
| UK Singles Chart                          | 6        |
| U.S. Billboard Hot 100                    | 3        |
| U.S. Billboard Hot Dance Club Play        | 1        |
| U.S. Billboard Hot Mainstream Rock Tracks | 20       |